# Spike Lee
Pour les articles homonymes, voir Lee.
Shelton Jackson Lee, dit Spike Lee [spaɪk liː], est un scénariste, réalisateur, acteur et producteur américain, né le 20 mars 1957 à Atlanta.
Ses films se focalisent souvent sur la communauté afro-américaine et, en général, sur les problèmes sociaux et identitaires des minorités. Certaines de ses œuvres ont suscité des polémiques et des débats.
Il est souvent acteur dans ses propres films, notamment ses premiers.

## Biographie

### Jeunesse et formation
Né à Atlanta en Géorgie, il est le fils de Jacqueline Carroll (née Shelton), professeure d'arts et de littérature, et de Bill Lee, musicien et compositeur,. Il est issu d'une famille nombreuse : Joie (née en 1962), David (né en 1961), et Cinqué (né en 1966). Sa famille part ensuite pour New York. Spike Lee grandit à Fort Greene, un quartier de l'arrondissement de Brooklyn. Durant son enfance, sa mère le surnomme « Spike ».
Élevé dans un milieu artistique et intellectuel favorisé, il étudie au prestigieux Morehouse Collège, université destinée à former les élites noires américaines puis à la Tisch School of the Arts, école de cinéma la plus renommée de la côte est des États-Unis. À la fin de ses études, il réalise le moyen métrage Joe's Bed-Stuy Barbershop: We Cut Heads (1983), qui obtient de nombreuses récompenses.
Des tests d'ADN indiquent qu'il est d'ascendance camerounaise.

### Carrière cinématographique
Spike Lee fonde très vite sa propre société de production, 40 Acres & A Mule Filmworks, en référence à 40 acres et une mule, la promesse d'indemnisation faite aux esclaves afro-américains libérés après la guerre de Sécession : 40 acres (16 hectares de terre à cultiver) et une mule pour tirer une charrue. C'est aussi une phrase entendue dans Autant en emporte le vent quand Scarlett O'Hara retourne à Atlanta à la fin de la guerre de Sécession. Il réalise ensuite son premier long métrage, Nola Darling n'en fait qu'à sa tête, qui sort en 1986. Tourné en seulement douze jours dans le style du cinéma de guérilla, le film remporte notamment le prix de la jeunesse au festival de Cannes 1986. De plus, le film connaît un succès critique et commercial, aussi bien en France qu'aux États-Unis. Cela fait alors de lui le nouveau porte-parole du cinéma afro-américain. 
À la fin des années 1980 et au milieu des années 1990, il tourne à un rythme soutenu : School Daze (1988), Do the Right Thing (1989), Mo' Better Blues (1990) et Jungle Fever (1991). Ce dernier, présenté au festival de Cannes 1991, est un succès et révèle au grand public Samuel L. Jackson, dont la prestation est globalement saluée par les critiques. Spike Lee prend aussi l'habitude d'apparaitre dans ses propres films, dans des rôles plus ou moins importants.
Il enchaine avec le film biographique Malcolm X (1992). Malgré de bonnes critiques, le film ne rencontre pas de succès au box-office,. Après de multiples prises de position contre la communauté WASP (White Anglo-Saxon Protestant), sa renommée est en partie écornée. Au milieu des années 1990, il développe des projets plus modestes, essentiellement situés à Brooklyn, comme Crooklyn (1994) et Clockers (1995). Il peine alors à retrouver le succès commercial de ses débuts. Girl 6, sorti en 1996, premier de ses films au scénario duquel il ne contribue pas. Le film recevra lui aussi des critiques négatives et sera un flop au box-office,,.
Alors qu'il continue de tourner fréquemment, ses films sont des échecs commerciaux. Ce n'est qu'avec le thriller Inside Man : L'Homme de l'intérieur, qu'il renoue avec le succès au box-office en 2006. Pour un budget de 45 millions de dollars, le film récolte 186 millions de dollars dans le monde et enregistre plus d'un million d'entrées en France (38e meilleur résultat au Box-office annuel français),.
En 2006, il réalise un film documentaire sur La Nouvelle-Orléans touchée par l'ouragan Katrina, Katrina (When the Levees Broke), diffusé sur HBO. Il interviewe plus de cent victimes en parcourant la ville dévastée avec, notamment, Terence Blanchard, trompettiste natif de cette ville, et qui travaille sur la musique de ses films depuis vingt ans. Durant l'été 2009, il tourne son documentaire Kobe Doin' Work sur la préparation de la vedette de la NBA Kobe Bryant lors d'un match opposant son équipe des Lakers de Los Angeles à celle des Spurs de San Antonio.
Admirateur de Michael Jackson, il a réalisé deux clips pour They Don't Care About Us en 1996 ainsi que le documentaire Bad 25 en 2012, pour fêter les 25 ans de l'album Bad. Également ami de longue date de Prince, il a réalisé son clip pour la chanson Money Don't Matter 2 Night, tirée de l'album Diamonds and Pearls, qui aborde le thème de la pauvreté aux États-Unis. À l'annonce de la disparition du « Kid de Minneapolis », Spike Lee réunit plusieurs milliers de personnes devant son domicile pour lui rendre hommage et organise quelques semaines plus tard une fête à Brooklyn — code vestimentaire violet, bien sûr — pour célébrer l'anniversaire de la vedette récemment disparue.

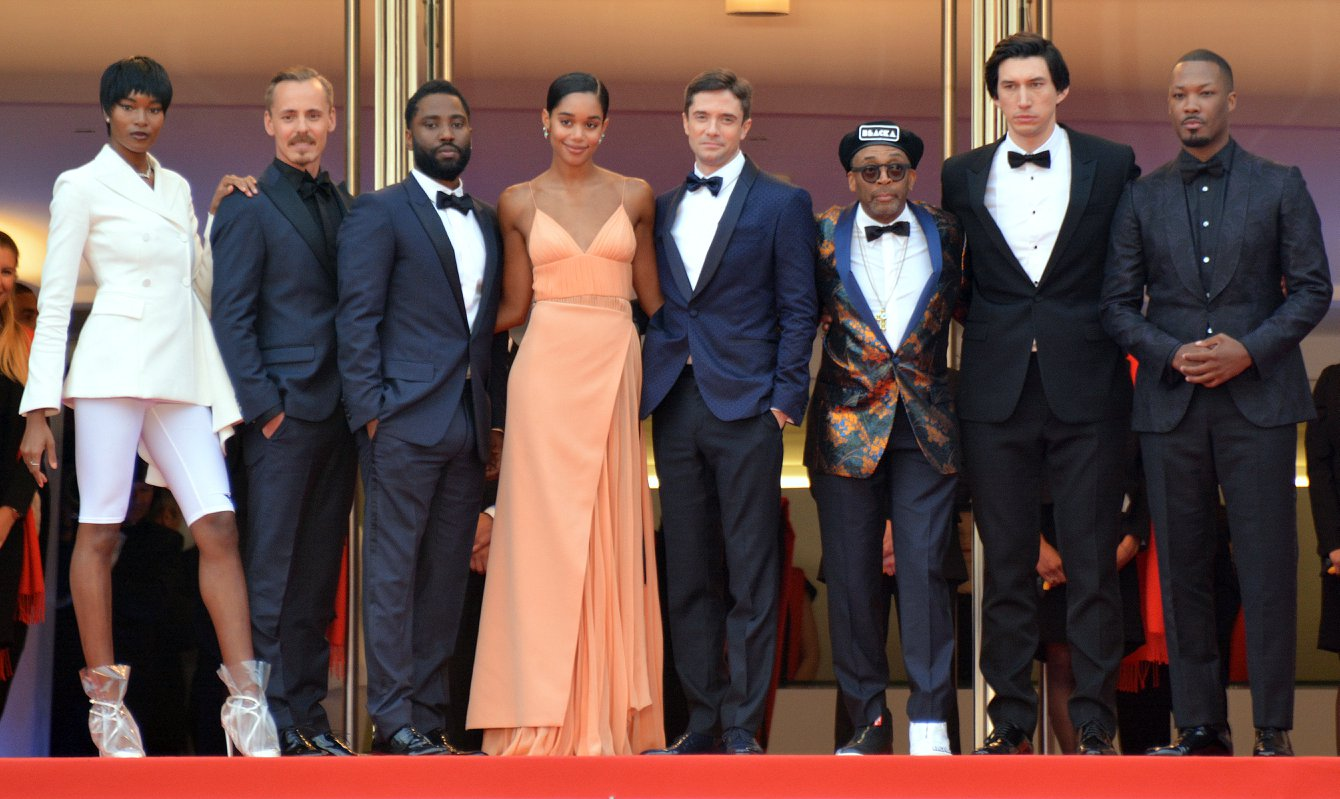
L'équipe de BlacKkKlansman : J'ai infiltré le Ku Klux Klan au festival de Cannes 2018.

Après plusieurs films plus ou moins médiatisés et plutôt confidentiels, Spike Lee revient sur le devant de la scène en 2018 avec BlacKkKlansman : J'ai infiltré le Ku Klux Klan. Inspiré de l'histoire de Ron Stallworth, le film met en scène un policier afro-américain infiltrant le Ku Klux Klan. Le film obtient de nombreuses récompenses, comme le Grand prix du Festival de Cannes et l'Oscar du meilleur scénario adapté et Spike Lee est nommé pour la première fois de sa carrière à l'Oscar du meilleur réalisateur. Le film est par ailleurs un succès commercial.

#### Participation à des festivals
En septembre 2004, il fait partie du jury des longs métrages en compétition pour le Lion d'or du 61e festival de Venise, sous la présidence du réalisateur britannique John Boorman. Les comédiennes Scarlett Johansson et Helen Mirren en font également partie.
En janvier 2020, il est désigné président du jury du 73e festival de Cannes. Il est la première personnalité noire à occuper cette fonction. Il succède au réalisateur mexicain Alejandro González Iñárritu. Le festival est cependant annulé en raison de la pandémie de Covid-19. Spike Lee déclare cependant être prêt pour assurer la présidence du festival de 2021, ce qu’il confirme le 16 mars 2021 lors d’une conversation FaceTime avec Thierry Frémaux.

### Enseignement
En 1991, Spike Lee donne un cours à l'université Harvard sur la façon de faire un film.
En 1993, il enseigne à la Tisch School of the Arts de l'université de New York, où il avait lui-même étudié. En 2002, il est nommé directeur artistique de l'école. Il est ensuite professeur titulaire de l'université de New York.

### Centres d'intérêt

Spike Lee est un grand fan de basket-ball, particulièrement des Knicks de New York.

Spike Lee est un grand amateur de sport. Il est fan de l'équipe de baseball des Yankees de New York, de l'équipe de basket-ball des Knicks de New York, de l'équipe de hockey sur glace des Rangers de New York mais également de l'équipe anglaise de football (soccer) Arsenal,. Sa passion pour le basketball l'amène à participer au jeu vidéo NBA 2K16 sorti en 2015 : il est choisi pour créer le scénario du mode My career.

### Engagements personnels
Spike Lee milite pour une discrimination positive en faveur des Noirs. Il demande ainsi la mise en place de quotas, y compris dans le domaine culturel, par exemple pour les Oscars, où les acteurs noirs sont rarement nommés.
Il soutient Bernie Sanders pour l'investiture démocrate de 2020.

### Famille et vie privée
Spike Lee rencontre l'avocate Tonya Lewis en 1992. Ils se marient l'année suivante à New York. Ils ont une fille Satchel (née en 1994) et un fils Jackson (né en 1997).
Il est le cousin de Malcolm D. Lee.

## Filmographie

### Longs métrages de fiction
- 1983 : Joe's Bed-Stuy Barbershop: We Cut Heads
- 1986 : Nola Darling n'en fait qu'à sa tête (She's Gotta Have It)
- 1988 : School Daze
- 1989 : Do the Right Thing
- 1990 : Mo' Better Blues
- 1991 : Jungle Fever
- 1992 : Malcolm X
- 1994 : Crooklyn
- 1995 : Clockers
- 1996 : Girl 6
- 1996 : Get on the Bus
- 1998 : He Got Game
- 1999 : Summer of Sam
- 2000 : The Very Black Show (Bamboozled)
- 2002 : La 25e Heure (25th Hour)
- 2004 : She Hate Me
- 2006 : Inside Man : L'Homme de l'intérieur (Inside Man)
- 2008 : Miracle à Santa Anna (Miracle at St. Anna)
- 2012 : Red Hook Summer
- 2013 : Old Boy (Oldboy)
- 2014 : Da Sweet Blood of Jesus
- 2015 : Chi-Raq
- 2018 : BlacKkKlansman : J'ai infiltré le Ku Klux Klan (BlacKkKlansman)
- 2020 : Da 5 Bloods : Frères de sang (Da 5 Bloods)

Prochainement
- 2025 : Highest 2 Lowest

#### Tableau récapitualtif
Sur ses longs métrages, Spike Lee officie sur d'autres postes que celui de réalisateur, le plus souvent comme scénariste et producteur :
| Année | Film                                           | Rôles       | Rôles      | Rôles      | Rôles  |
| Année | Film                                           | Réalisateur | Producteur | Scénariste | Acteur |
| ----- | ---------------------------------------------- | ----------- | ---------- | ---------- | ------ |
| 1983  | Joe's Bed-Stuy Barbershop: We Cut Heads        | Oui         | Oui        | Oui        | Non    |
| 1986  | Nola Darling n'en fait qu'à sa tête            | Oui         | Oui        | Oui        | Oui    |
| 1988  | School Daze                                    | Oui         | Oui        | Oui        | Oui    |
| 1989  | Do the Right Thing                             | Oui         | Oui        | Oui        | Oui    |
| 1990  | Mo' Better Blues                               | Oui         | Oui        | Oui        | Oui    |
| 1991  | Jungle Fever                                   | Oui         | Oui        | Oui        | Oui    |
| 1992  | Malcolm X                                      | Oui         | Oui        | Oui        | Oui    |
| 1994  | Crooklyn                                       | Oui         | Oui        | Oui        | Oui    |
| 1995  | Clockers                                       | Oui         | Oui        | Oui        | Oui    |
| 1996  | Girl 6                                         | Oui         | Oui        | Non        | Oui    |
| 1996  | Get on the Bus                                 | Oui         | Oui        | Non        | Non    |
| 1998  | He Got Game                                    | Oui         | Oui        | Oui        | Non    |
| 1999  | Summer of Sam                                  | Oui         | Oui        | Oui        | Oui    |
| 2000  | The Very Black Show                            | Oui         | Oui        | Oui        | Non    |
| 2002  | La 25e Heure                                   | Oui         | Oui        | Non        | Non    |
| 2004  | She Hate Me                                    | Oui         | Oui        | Oui        | Non    |
| 2006  | Inside Man : L'Homme de l'intérieur            | Oui         | Non        | Non        | Non    |
| 2008  | Miracle à Santa Anna                           | Oui         | Oui        | Non        | Non    |
| 2012  | Red Hook Summer                                | Oui         | Oui        | Oui        | Oui    |
| 2013  | Old Boy                                        | Oui         | Non        | Non        | Non    |
| 2014  | Da Sweet Blood of Jesus                        | Oui         | Oui        | Oui        | Non    |
| 2015  | Chi-Raq                                        | Oui         | Oui        | Oui        | Non    |
| 2018  | BlacKkKlansman : J'ai infiltré le Ku Klux Klan | Oui         | Oui        | Oui        | Non    |
| 2020  | Da 5 Bloods                                    | Oui         | Oui        | Oui        | Non    |
| 2025  | Highest 2 Lowest                               | Oui         | Oui        | Non        | Non    |

### Documentaires
- 1997 : 4 Little Girls
- 1998 : Freak
- 1999 : Pavarotti & Friends 99 for Guatemala and Kosovo
- 2000 : The Original Kings of Comedy
- 2001 : A Huey P. Newton Story
- 2001 : The Concert for New York City - segment Come Rain or Come Shine
- 2002 : Jim Brown: All-American
- 2006 : Katrina
- 2009 : Kobe Doin' Work
- 2010 : If God Is Willing and Da Creek Don't Rise
- 2012 : Bad 25
- 2013 : Mike Tyson: Undisputed Truth
- 2014 : Katt Williams: Priceless: Afterlife
- 2014 : Jerrod Carmichael: Love at the Store
- 2016 : Michael Jackson, naissance d'une légende
- 2020 : American Utopia

### Courts métrages
- 1977 : Last Hustle in Brooklyn
- 1980 : The Answer (The Answer)
- 1981 : Sarah
- 1995 : Lumière et Compagnie - segment
- 2002 : Ten Minutes Older - segment We Wuz Robbed
- 2005 : Les Enfants invisibles segment Jesus Children of America (film collectif commissionné par l'Unicef)

### Téléfilms et séries TV
- 2004 : Sucker Free City (en) (téléfilm)
- 2005 : Miracle's Boys - épisodes: New Charlie et Bond of Brothers
- 2006 : Shark (pilote)
- 2017 : Nola Darling n'en fait qu'à sa tête

### Clips vidéo
- 1983 : Grandmaster Flash & Melle Mel : White Lines (Don't Do It)
- 1987 : Anita Baker : No One in the World
- 1988 : Experience Unlimited (en) : Da Butt
- 1989 : Public Enemy : Fight the Power
- 1991 : Fishbone : Sunless Saturday
- 1991 : State of Art : Understanding
- 1991 : FFF : Marco
- 1992 : State of Art : Laughing at the Years
- 1992 : Prince & New Power Generation : Money Don't Matter 2 Night
- 1992 : Arrested Development : Revolution
- 1993 : Naughty by Nature : Hip Hop Hooray
- 1993 : Eros Ramazzotti : Cose della vita
- 1993 : Bruce Hornsby : Talk Of The Town
- 1994 : Buckshot LeFonque : Breakfast at Denny's
- 1996 : Michael Jackson : They Don't Care About Us (version « Brésil » et version « prison »)
- 2000 : Mau Maus : Blak Iz Blak
- 2009 : Michael Jackson : This Is It
- 2014 : Eminem feat. Nate Ruess : Headlights
- 2019 : The Killers : Land of the Free

### Jeux vidéo
- 2015 : NBA 2K16 - scénariste du mode Livin' da Dream

### Acteur
- 2001 : Taxis pour cible de Lee Davis - le réalisateur

## Distinctions

### Récompenses
- César 2003 : César d'honneur
- Oscars 2016 : Oscar d'honneur
- Festival de Cannes 2018 : Grand Prix pour BlacKkKlansman : J'ai infiltré le Ku Klux Klan
- BAFA 2019 : meilleur scénario adapté avec David Rabinowitz, Charlie Wachtel et Kevin Willmott pour BlacKkKlansman : J'ai infiltré le Ku Klux Klan
- Oscars 2019 : meilleur scénario adapté avec David Rabinowitz, Charlie Wachtel et Kevin Willmott pour BlacKkKlansman : J'ai infiltré le Ku Klux Klan

### Nominations
- Oscars 1990 : meilleur scénario original pour Do the Right Thing
- BAFA 2019 :
  - meilleur film pour BlacKkKlansman : J'ai infiltré le Ku Klux Klan
  - meilleur réalisateur
- Oscars 2019 :
  - meilleur film pour BlacKkKlansman : J'ai infiltré le Ku Klux Klan
  - meilleur réalisateur

### Sélections
- Festival de Cannes 1986 : En compétition à la Quinzaine des réalisateurs pour Nola Darling n'en fait qu'à sa tête
- Festival de Cannes 1989 : En compétition officielle pour Do the Right Thing
- Mostra de Venise 1990 : En compétition officielle pour Mo' Better Blues
- Festival de Cannes 1991 : En compétition officielle pour Jungle Fever
- Berlinale 1993 : En compétition officielle pour Malcolm X
- Mostra de Venise 1995 : En compétition officielle pour Clockers
- Berlinale 1997 : En compétition officielle pour Get on the Bus
- Festival de Cannes 1999 : En compétition à la Quinzaine des réalisateurs pour Summer of Sam
- Berlinale 2001 : En compétition officielle pour The Very Black Show
- Berlinale 2003 : En compétition officielle pour La 25e Heure

## Commentaires

### «A Spike Lee Joint»
Dans la plupart des génériques de ses films, il n'est pas écrit « A Spike Lee film » (« un film de Spike Lee ») mais « A Spike Lee Joint » (« un “joint” de Spike Lee »). Le cinéaste n’a jamais réellement expliqué cela. Certaines personnes évoquent la possibilité que cela aurait un rapport avec l'expression « That’s my joint », qui signifierait « C’est un super truc ». « Joint » peut aussi désigner quelque chose qui a de l’importance ou un endroit où l’on se sent bien.
Déçu par le montage final de 104 minutes de son film Old Boy (2013), alors qu'il avait supervisé une version de 140 minutes, Spike Lee désavoue son film et préfère mettre « A Spike Lee film », au lieu de sa mention habituelle.

### Collaborateurs réguliers
Spike Lee a révélé des acteurs aujourd'hui reconnus comme Denzel Washington, Halle Berry, Samuel L. Jackson ou Wesley Snipes qui ont tourné dans plusieurs de ses films. Il a par ailleurs souvent travaillé avec les mêmes acteurs :

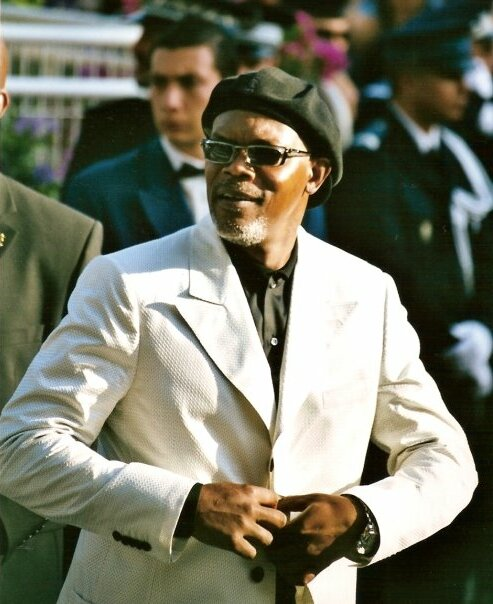
Samuel L. Jackson est présent dans six films du réalisateur.

- Michael Badalucco a joué dans Jungle Fever, Clockers et Summer of Sam.
- Susan Batson est présente dans Girl 6, Get on the Bus, Summer of Sam et The Very Black Show.
- Ossie Davis joue dans School Daze, Do the Right Thing, Jungle Fever, Malcolm X, Get on the Bus et She Hate Me.
- Kim Director est présente dans He Got Game, Summer of Sam, The Very Black Show et Inside Man : L'Homme de l'intérieur. Elle joue également dans la série Nola Darling n'en fait qu'à sa tête.
- Giancarlo Esposito apparait dans School Daze, Do the Right Thing, Mo' Better Blues, Malcolm X.
- Michael Imperioli est l'un des acteurs qui a joué dans le plus de films de Spike Lee : Jungle Fever, Malcolm X, Clockers, Girl 6, Summer of Sam, Old Boy et Chi-Raq.
- Samuel L. Jackson est présent dans 6 films du réalisateurs : School Daze, Do the Right Thing, Mo' Better Blues, Jungle Fever, Old Boy et Chi-Raq.
- David Patrick Kelly tient des rôles dans Malcolm X, Crooklyn et Chi-Raq.
- Cinqué Lee, frère du réalisateur, apparait dans School Daze, Old Boy et Da Sweet Blood of Jesus.
- L'une de ses sœurs, Joie Lee, fait également de nombreuses apparitions : Nola Darling n'en fait qu'à sa tête, School Daze, Do the Right Thing, Mo' Better Blues, Crooklyn, Girl 6 et She Hate Me. Elle joue également dans la série Nola Darling n'en fait qu'à sa tête.
- John Leguizamo est présent dans le documentaire Freak et dans les films Summer of Sam et Miracle à Santa Anna.
- Harry Lennix apparait dans Clockers, Get on the Bus et Chi-Raq.
- Delroy Lindo joue dans Malcolm X, Crooklyn, Clockers et Da 5 Bloods : Frères de sang.
- Debi Mazar est présente dans Jungle Fever, Malcolm X et Girl 6.
- Lonette McKee apparait dans Jungle Fever, Malcolm X et Get on the Bus.
- Elvis Nolasco est présent dans les films Clockers, Old Boy et Da Sweet Blood of Jesus.
- Bill Nunn joue dans School Daze, Do the Right Thing, Mo' Better Blues, He Got Game
- L'acteur Al Palagonia est présent dans 7 films de Spike Lee : Summer of Sam, The Very Black Show, La 25e Heure, Inside Man : L'Homme de l'intérieur, Red Hook Summer, Old Boy et Chi-Raq.
- Theresa Randle est présente dans Jungle Fever, Malcolm X et Girl 6.
- James Ransone tient des rôles dans Inside Man : L'Homme de l'intérieur, Red Hook Summer et Old Boy.
- Monty Ross (en) apparait dans le moyen métrage Joe's Bed-Stuy Barbershop: We Cut Heads puis dans les longs métrages Mo' Better Blues et Malcolm X.
- Joe Seneca est présent dans School Daze, Mo' Better Blues et Malcolm X.
- Wesley Snipes a joué dans trois films du réalisateur : Mo' Better Blues, Jungle Fever et Chi-Raq.

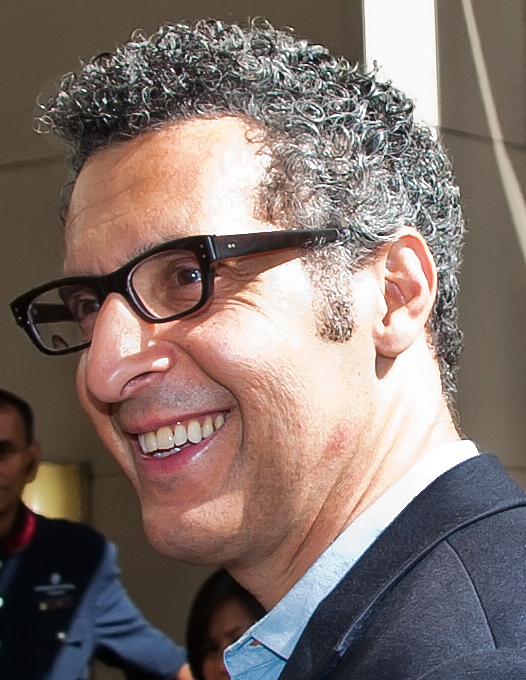
Avec neuf films, John Turturro est l'acteur qui a le plus tourné pour Spike Lee.

- John Turturro est un collaborateur très fréquent du cinéaste et apparait dans 9 de ses films : Do the Right Thing, Mo' Better Blues, Jungle Fever, Clockers, Girl 6, He Got Game, Summer of Sam, She Hate Me et Miracle à Santa Anna.
- Son frère Nicholas Turturro a quant à lui joué dans 5 films : Do the Right Thing, Mo' Better Blues, Jungle Fever, Malcolm X et BlacKkKlansman : J'ai infiltré le Ku Klux Klan.
- Denzel Washington est un acteur très marquant de la filmographie du réalisateur et apparait dans Mo' Better Blues, Malcolm X, He Got Game et Inside Man : L'Homme de l'intérieur. Spike Lee dirigera ensuite son fils John David Washington dans BlacKkKlansman : J'ai infiltré le Ku Klux Klan (il avait par ailleurs un tout petit rôle dans Malcolm X).
- Isaiah Washington est présent dans Crooklyn, Clockers, Girl 6 et Get on the Bus.
- Isiah Whitlock Jr. apparait dans La 25e Heure, She Hate Me, Red Hook Summer, Chi-Raq, BlacKkKlansman : J'ai infiltré le Ku Klux Klan et Da 5 Bloods : Frères de sang. Dans plusieurs films, il incarne le policier (ou agent) Amos Flood.

En plus de ces nombreux actrices et acteurs, Spike Lee a confié la musique de la plupart de ses films depuis Jungle Fever (1991) au musicien de jazz Terence Blanchard. Le propre père du réalisateur, Bill Lee, a par ailleurs mis en musique les premiers films de son fils : Joe's Bed-Stuy Barbershop: We Cut Heads, Nola Darling n'en fait qu'à sa tête, School Daze, Do the Right Thing et Mo' Better Blues

### Double Dolly Shot
Dans plusieurs de ses films, il utilise un style de plan surnommé « Double Dolly Shot ». On peut voir un ou plusieurs personnages fixés au même support que la caméra sur une dolly. Le décor derrière l'acteur bouge, mais la caméra reste toujours à la même distance de l'acteur,,.

## Polémiques et controverses
Spike Lee a parfois déclenché des controverses, notamment par sa manière de défendre la communauté afro-américaine et ses critiques adressées à des cinéastes les plus réputés d'Hollywood. Il s'est ainsi heurté, notamment par média interposés, principalement avec les réalisateurs Quentin Tarantino et Clint Eastwood,.

### Oppositions avec Quentin Tarantino

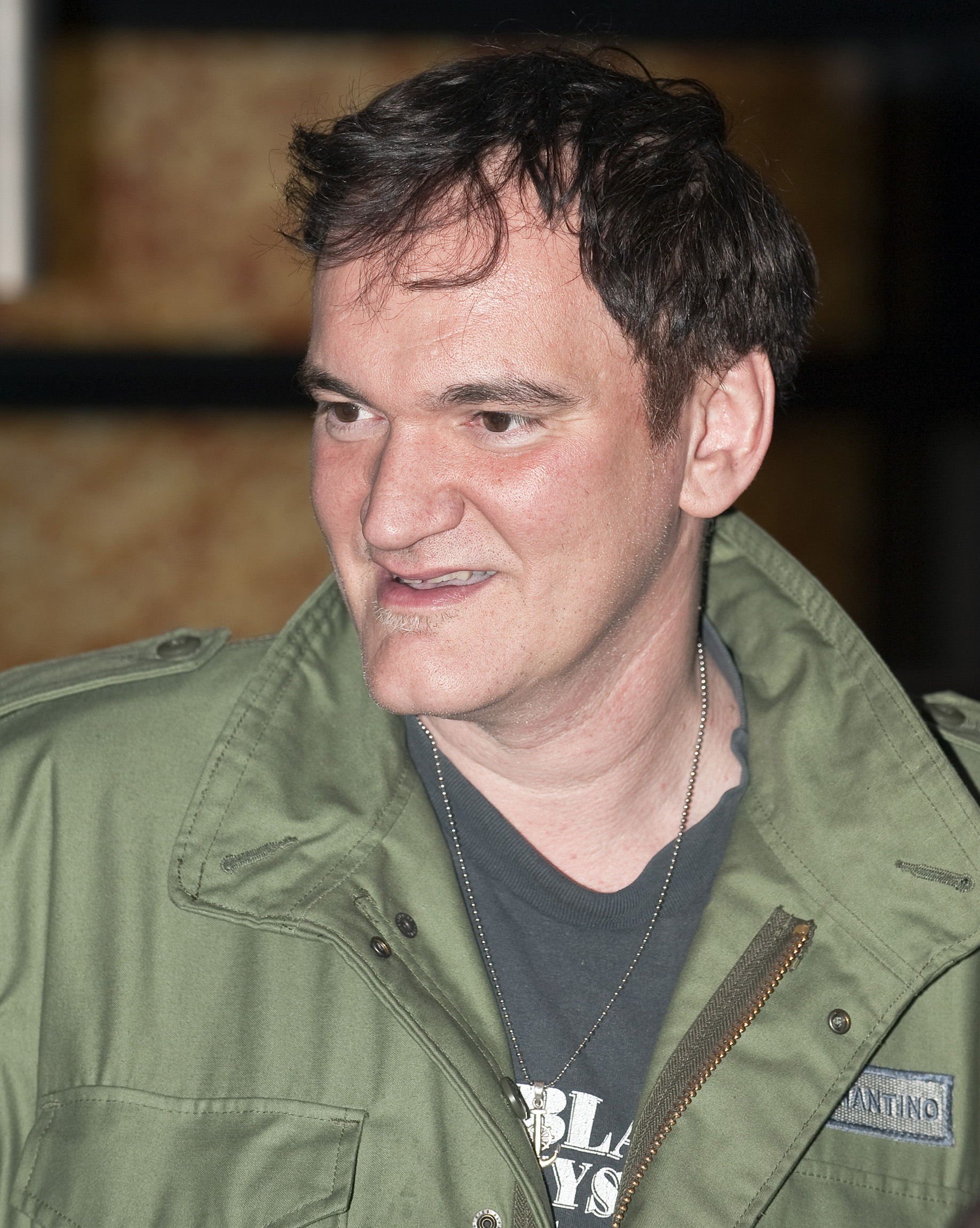
Spike Lee reproche à Tarantino l'usage répété du mot nigger.

Spike Lee reproche à Quentin Tarantino, qu'il a dirigé dans Girl 6 (1996), d'utiliser à outrance le mot « nigger » ou l'équivalent argotique « nigga » (« nègre » ou « négro » en français) dans ses films. Selon Spike Lee, ce ne sont pas les mots en eux-mêmes qui dérangent, mais l'usage excessif que Quentin Tarantino en fait qui pose un problème. Lorsqu'un journaliste demande à Quentin Tarantino s'il retravaillera un jour avec Spike Lee, il déclare « Il me reste encore deux films à faire, et je n’ai pas l’intention de perdre du temps à y travailler avec ce fils de pute. Il serait très heureux que j’accepte de travailler avec lui. Mais ça n’aura pas lieu ». 
En 1998, peu après la sortie de Jackie Brown (1997), Quentin Tarantino déclare :

« [Spike Lee] n'a pas été suivi, je n'ai vu personne d'autre monter au créneau, et ce sont plutôt des libéraux blancs qui reprochent au film de n'être pas très correct. J'utilise le mot nigga parce que je n'ai qu'une idée en tête : être au plus près de la vérité des personnages d'Elmore Leonard, c'est ainsi qu'ils s'expriment : “Comment ça va, nigga ?” J'ai grandi dans un environnement où on parlait comme ça. Je ne vois pas pourquoi je n'écrirais pas les choses telles qu'elles sont. Je devrais prendre des pincettes pour écrire un personnage noir ? Je suis bien placé pour écrire des personnages de jeune femme ou de vieux gangster mais pas des personnages noirs ? C'est délirant. »

— Quentin Tarantino, Libération (avril 1998)
À la sortie du film Django Unchained (2012) de Quentin Tarantino, Spike Lee déclare :

« Je ne peux pas en parler, parce que je n'irai pas le voir. Je ne veux pas le voir. […] Je pense que ça serait manquer de respect à mes ancêtres. C'est tout ce que j'ai à dire. Je ne peux pas manquer de respect à mes ancêtres. »
Puis : « L'esclavage américain n'était pas un western spaghetti de Sergio Leone. C'était un holocauste. Mes ancêtres étaient esclaves. Je leur ferai honneur. »

Louis Farrakhan, dirigeant de l'organisation politique et religieuse suprémaciste noire Nation of Islam depuis 1981, déclare quant à lui à ce sujet : « Le film a changé la direction des armes. » Jamie Foxx, interprète du rôle-titre de Django Unchained, déclare quant à lui : « Je respecte Spike, c'est un réalisateur incroyable, mais il devient très lourd lorsqu'il se met à parler du travail de ses collègues sans avoir vu leurs œuvres. Pour moi, ça c'est irresponsable. Pour moi, la question est : “D'où vient Spike Lee ?” Il n'a jamais aimé Whoopi Goldberg, il n'aime pas Tyler Perry, il n'aime personne. Je pense juste qu'il continue ce qu'il a toujours fait. » Samuel L. Jackson ajoute quant à lui : « Y avait-il un autre mot pour appeler les personnes noires dans le langage courant à cette époque ? Si vous devez faire un film d'époque, alors vous devez utiliser le langage qui était présent. Et c'était ce langage qui était présent à cette époque. J'ai grandi dans le Sud, j'ai entendu N****r toute ma vie. Je ne suis pas perturbé par ça. »

### Opposition avec Clint Eastwood
Lors de la promotion de Miracle à Santa Anna au festival de Cannes 2008, Spike Lee fait de multiples reproches à Clint Eastwood, notamment sur l'absence de soldats afro-américains dans son diptyque de guerre Mémoires de nos pères / Lettres d'Iwo Jima (2006) : « Clint Eastwood a fait deux films sur Iwo Jima qui dépassaient les quatre heures au total et pas un acteur noir n'est vu à l'écran. […] Dans sa version d'Iwo Jima, les soldats noirs n'existaient pas ». Clint Eastwood répondra que des soldats afro-américains « n'ont pas hissé le drapeau. L'histoire est celle (…) de la photo au drapeau, et ils (les Noirs) n'ont pas fait cela. Si je mettais un acteur afro-américain à cet endroit, les gens diraient : “Ce gars a perdu la raison”. Ce n'est pas conforme à l'Histoire. »
Eastwood ajoutera que Spike Lee lui en voulait depuis qu'il avait fait Bird, film biographique sur le musicien noir Charlie Parker. Spike Lee répondra plus tard aux remarques d'Eastwood : « D'abord cet homme n'est pas mon père et nous ne sommes pas sur une plantation. Je n'ai jamais dit qu'un des mecs portant le drapeau devait être noir. J'ai dit que les Afro-américains avaient joué un rôle important à Iwo Jima,. »
Peu après, Spike Lee déclarera cependant que tout cela a été exagéré par les médias et qu'ils se sont réconciliés, via leur ami commun Steven Spielberg, et qu'il a envoyé une copie de Miracle à Santa Anna à Clint Eastwood.

### Spike TV
En juin 2003, Spike Lee obtient une injonction par la Cour suprême de New York afin d'empêcher le changement de nom de la chaîne The New TNN en Spike TV, de crainte que le public l'associe à la chaîne. L'affaire est réglée hors cour le 8 juillet. Le changement de nom a cependant bien lieu de 11 août 2003. La chaîne conservera le nom de Spike jusqu'en 2018, où elle est renommée Paramount Network,,.

### Green Book
Lorsque le film Green Book : Sur les routes du Sud obtient l'Oscar du meilleur film en 2019, Spike Lee lève les bras et quitte la salle en signe de désaccord. Il ne revient dans le théâtre Dolby qu'après les discours. Il explique son choix en critiquant le point de vue prétendument pro-blanc de ce film, qui montre comment un homme de main blanc et raciste devient finalement l'ami d'un pianiste noir et homosexuel et déclare notamment : « Pas ma tasse de thé. Un tel point de vue sur les Noirs n'est vraiment pas tolérable. »